# Counterpart International
Counterpart International — американський фонд. Діє, зокрема, в Україні, Молдові та Білорусі.
Дата заснування: 1965
Керівник: Ірина Олександрівна Миколаєнко
Регіони діяльності в Україні: Суми, Тернопіль, Вінниця, Миколаїв, Донецьк, Запоріжжя, Луганськ, Крим, Волинь, Закарпаття, Хмельницький, Кропивницький, Чернівці
Сфери діяльності: Громадянське суспільство та НДО, Тренінги, Семінари.
Регіони діяльності: Суми, Вінниця, Запоріжжя, Луганськ, Крим
Counterpart, Counterpart International — недержавна грантова фундація в Україні, Білорусі і Молдові.
Дата заснування: 1965.
Регіони діяльності в Україні: Суми, Тернопіль, Вінниця, Миколаїв, Донецьк, Запоріжжя, Луганськ, Крим, Волинь, Закарпаття, Хмельницький, Кропивницький, Чернівці.
Сфери діяльності: Громадянське суспільство та НДО, тренінги, семінари.
- Офіційним представником фонду в Україні є Творчий центр Каунтерпарт.